# Kaolinit
Kaolinit er et lermineral med den kemiske sammensætning Al2Si2O5(OH)4. Det er et silikatmineral med et tetrahedralt lag lænket gennem oxygenatomer til et oktahedralt lag af alumina oktahedra. I mikroskop ser kaolinkrystallerne ud som bogstabler, som ligger efter hinanden.
Sten, som er rige på kaolinit, er kendt som kaolin, kinaler og porcelænsjord. Kaolin minder meget om pibeler – blot meget finere. Kaolin kan bl.a. bruges til linoliekit og spartelfarve og som pigment i limfarver og emulsionsmaling. I olie har kaolin ingen dækkeevne og anvendes derfor ikke som pigment i oliefarver. Kaolin bruges som bestrygning på visse papirsorter, de kriderede til kunsttryk, for at give papiret en glat overflade, der gengiver farvetryk meget smukt. Kaolin bruges også til i blanding med sæbespåner for hvidskuring af trægulve.
| Geologi | Spire Denne artikel om geologi er en spire som bør udbygges. Du er velkommen til at hjælpe Wikipedia ved at udvide den. |